# Vanesa Matajc
Vanesa Matajc, slovenska književnica in pedagoginja, * 1972, Ljubljana.
Predava na Oddelku za primerjalno književnost in literarno teorijo Filozofske fakultete Univerze v Ljubljani.